# Chambre introuvable

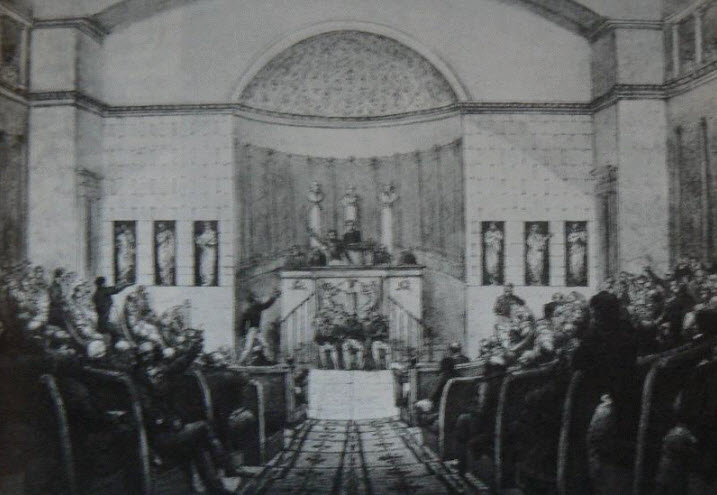
de Chambre introuvable

De Chambre introuvable (Nederlands: Onvindbare kamer) was de benaming van de Franse tweede kamer van 1815 tot 1816 die nooit bijeenkwam. De Chambre introuvable steunde reactionaire eerste premiers van de Restauratie-tijd en haar leden bestond voor het merendeel uit reactionairen. In oktober 1816 ontbond koning Lodewijk XVIII de Chambre introuvable. De hierop gekozen Kamer van Afgevaardigden kwam regelmatig bijeen en had een meerderheid van gematigde monarchisten.